# 新界東北堆填區

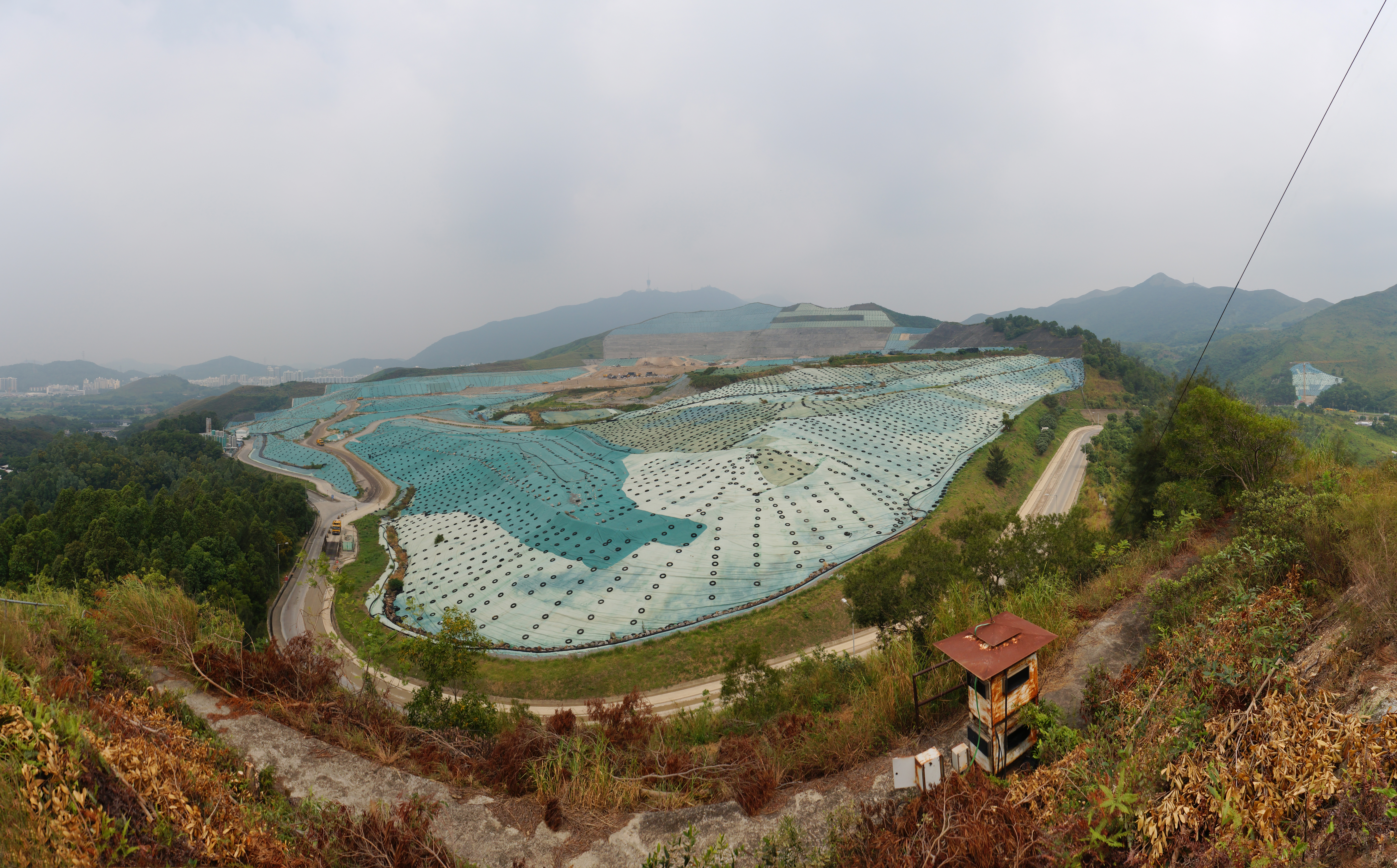
新界東北堆填區，於2012年攝於龍尾頂

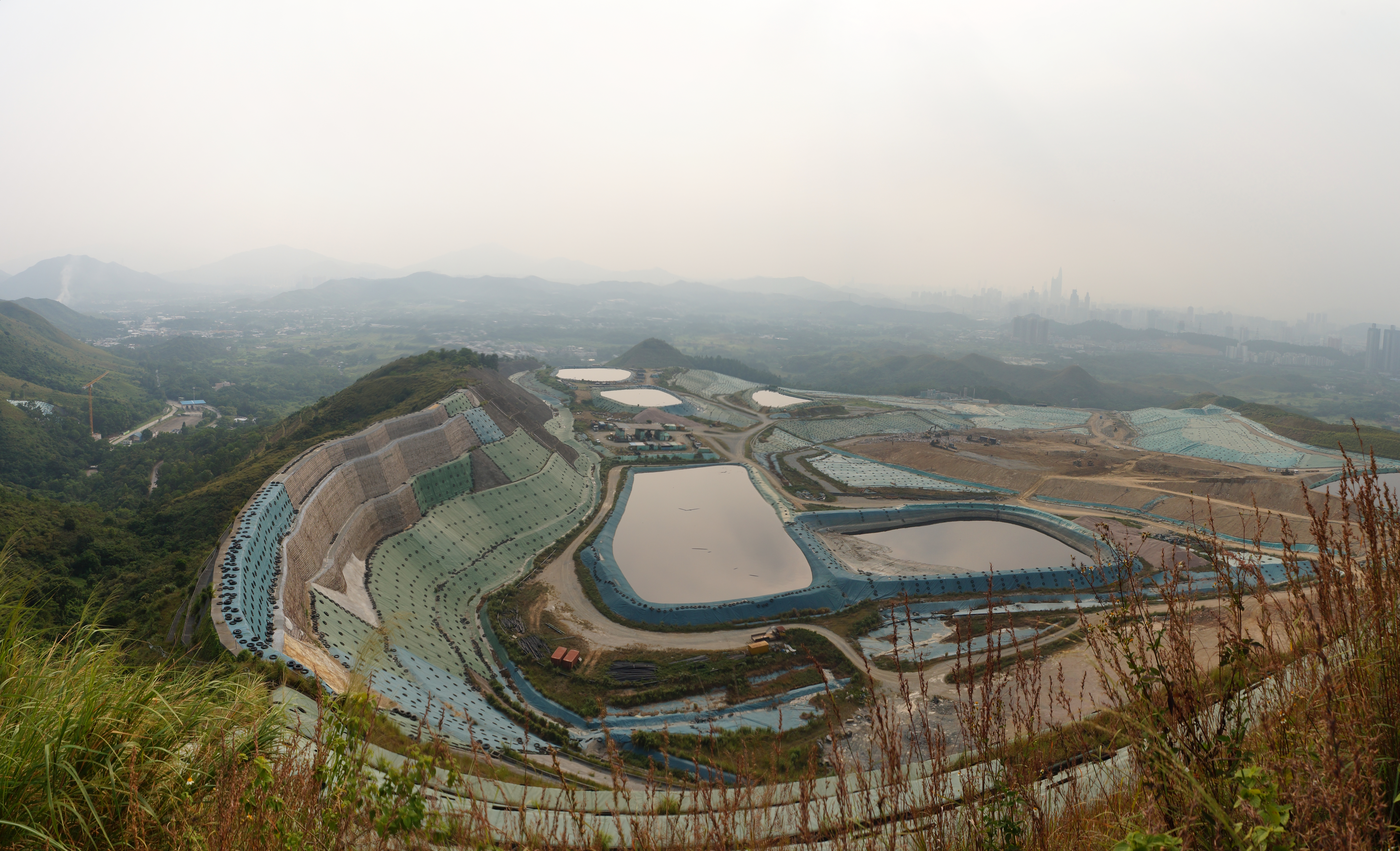
2012年於黃茅坑山頂向下俯視堆填區，右上角遠景為深圳市區

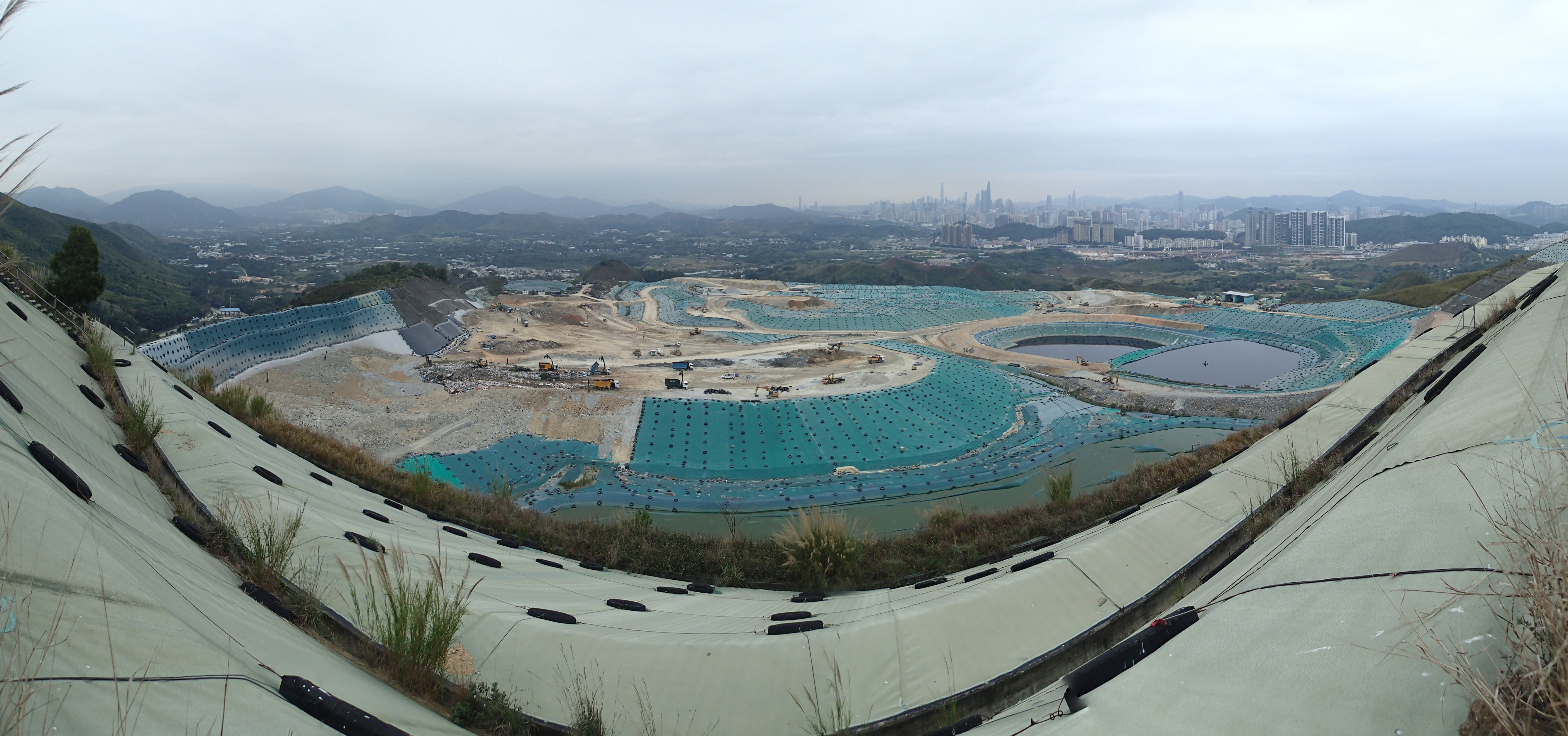
2017年於黃茅坑山頂向下俯視堆填區，留意左邊的護土牆，可以看到堆填高度已上升不少

新界東北堆填區（英語：North East New Territories Landfill，俗稱：打鼓嶺堆填區）是香港三個策略性垃圾堆填區之一，位於新界打鼓嶺東北部黃茅坑山，由香港政府以11億港元建造。堆填區在1994年7月由遠東環保垃圾堆填有限公司建造，1995年6月開始運作。地面及海面的面積共61公頃，容量3,500萬立方米，每日接收約2,500公噸都市廢物、建築廢物和特殊廢物，預計操作年期約至2016年。由於此堆填區與深圳市羅芳村和蓮塘一帶距離僅有1至2公里，所產生的臭味對該地居民造成影響，成爲近年一系列中港矛盾中，深圳市民對香港不滿的一個重點。

## 擴展計劃
環境保護署的廢物設施營運處於2004年4月提出「新界東北堆填區擴建計劃」。擴建工地佔地約70公頃，其中主要部分位於原堆填區範圍內東面的一個山谷，即昂塘和石寨下路兩旁，現時為儲泥區，餘下部分則延伸至附近的「綠化地帶」，預計容量可達1,900萬立方米。2007年環境保護署署長根據《環境影響評估條例》第10條的規定批出關於此計劃的「建造及營辦指定工程項目的環境許可證」。

## 沼氣計劃
新界東北堆填區承辦商遠東環保垃圾堆填有限公司於2003年與香港中華煤氣有限公司簽訂協議，於新界東北堆填區興建堆填區沼氣處理廠，根據協議，香港中華煤氣會建造一條由打鼓嶺至大埔全長19公里的地下輸氣管道，輸出已處理的剩餘堆填區沼氣至香港中華煤氣位於大埔工業邨的煤氣生產廠房，作替代燃料之用，2008年1月25日正式落成啟用，為香港最大規模的應用堆填區沼氣的計劃。

## 爭議
新界東北堆填區剛建立時，鄰近的深圳尚在發展初期，人口較少，而且其時中國政府正致力爲1997年的香港主權移交營造熱烈和諧氛圍，傾向在非政治議題上多照顧香港人的需求，以提高香港人對內地的好感度，故堆填區的設立在當時并未引起較大反響。
然而，自千禧年後，深圳高速發展，並在2010年前後正式位列中國四大特大城市之列，人口突破1000萬，東部地區也完成城市化發展，居民數量急增，與此同時，香港的新界東北堆填區運作十數年後開始臨近飽和點，邊境線另一側，與堆填區相距只有約1至2公里的深圳市羅芳村、蓮塘一帶的居民對新界東北堆填區產生臭味的情況頗有微詞。2013年，鄰近新界東北堆填區的打鼓嶺一垃圾回收場發生火警，帶有苯和二噁英的濃煙和強烈刺鼻氣味向深圳方向蔓延，整個深圳南部包括羅湖區、福田區和南山區的市民受到嚴重影響，引起深圳市民對香港邊境一帶存在大量垃圾場的情況怨聲載道。
2013年底，香港政府重提新界東北堆填區擴建計劃，引起深圳市民強烈反彈，在2014年1月舉行的廣東省兩會上深圳十多名代表提出建議希望深圳市政府與香港政府協調停止擴建新界東北堆填區。但由於香港政府短期內仍未能找到能完全替代新界東北堆填區的垃圾處理方法，有關工程的撥款在2014年底仍然獲得香港立法會通過。

## 重大事故
2013年8月，堆填區發生首宗污水滲漏的嚴重事故。有傳媒於6月報導位於堆填區附近的平原河河水疑受污染渾濁呈橙色，但環境保護署矢口否認。環境保護署於8月下旬承認7月下旬發現該堆填區一個臨時滲濾污水儲存池池底破裂滲漏，但並無即時公布。污水混和雨水流入附近的缸窰河以及下游的平原河，而附近有農戶會在河中抽取河水灌溉。最後承辦商被環保署票控，並於2015年承認6項「禁止排入公用污水」傳票罪，共罰款6萬元。環保署自此定期於網上公佈缸窰河明渠水質監測情況。

## 註腳
1. ↑  .   [2018-10-16]. （原始内容存档于2017-05-14）.
2. ↑  .   [2018-10-16]. （原始内容存档于2018-10-16）.
3. ↑  .   [2018-10-16]. （原始内容存档于2018-10-30）.

## 外部連結
- 環境保護署-新界東北堆填區 （页面存档备份，存于）
- 環境保護署-新界東北堆填區沼氣應用項目啟用 （页面存档备份，存于）
- 香港中華煤氣有限公司-2009年可持續發展報告[永久]
- 環境保護署-新界東北堆填區擴建計劃 - 工程項目簡介 （页面存档备份，存于）
- 建造及營辦指定工程項目的環境許可證-新界東北堆填區擴建計劃 （页面存档备份，存于）
- 大公報：《香港政務司司長就垃圾場臭味襲深圳說「抱歉」》，2013-11-26 （页面存档备份，存于）
- 中國評論新聞網：《垃圾沒處埋　香港很無奈深圳同受害》，2013-07-24 （页面存档备份，存于）
- 深圳新聞網：《香港發火災，為什麼受傷的是深圳？》，2013-09-12